# Keziah Veendorp
Keziah Veendorp (Sappemeer, 17 februari 1997) is een Nederlands voetballer die doorgaans als verdediger speelt. Hij speelt sinds januari 2025 voor Roda JC Kerkrade. 

## Carrière

### FC Groningen
Keziah Veendorp speelde in de jeugd van FVV, VV Hoogezand en FC Groningen. Gedurende zijn periode in de jeugd van FC Groningen werd hij regelmatig geselecteerd voor de Nederlandse jeugdteams. Met het Nederlands voetbalelftal onder 17 werd hij tweede op het EK onder 17 in 2014. Veendorp debuteerde voor FC Groningen op 20 februari 2016, in de met 4-1 verloren uitwedstrijd tegen AZ. Hij kwam in de 79e minuut in het veld voor Juninho Bacuna. Op deze ene wedstrijd na, kwam hij niet in actie voor FC Groningen. 

### FC Emmen
In de zomer van 2017 vertrok Veendorp naar FC Emmen, waar hij op 18 augustus 2017 debuteerde tegen RKC Waalwijk (0-2 winst). In zijn eerste seizoen speelde hij 38 wedstrijden en miste hij er slechts vijf. Hij speelde negentig minuten in de finale van de play-offs om promotie tegen Sparta Rotterdam op 20 mei 2018. Na een 0-0 in de heenwedstrijd, won Emmen met 3-1 en promoveerde het daarom voor het eerst in de clubgeschiedenis naar de Eredivisie.
Op 20 april 2019 scoorde hij tegen FC Utrecht zijn eerste goal voor FC Emmen, mede waardoor met 2-0 gewonnen werd. Hij gaf tevens de assist op de andere goal van Michael de Leeuw. Op 30 januari 2020 verlengde Veendorp zijn aflopende contract tot de zomer van 2021. In het derde seizoen in de Eredivisie degradeerde FC Emmen en het contract van Veendorp liep per 1 juli 2021 af. Veendorp vertrok transfervrij bij Emmen, in afwachting van een andere club, maar hij bleef clubloos in het nieuwe seizoen. Op 14 oktober tekende hij een contract tot het einde van het seizoen bij Emmen, dat dat seizoen direct weer promoveerde naar de Eredivisie. Aan het einde van het seizoen maakte Emmen bekend dat Veendorp opnieuw meeging naar de Eredivisie. Dat jaar werd hij niet op zijn gebruikelijke plek als centrale verdediger neergezet, maar als rechtsback en als defensieve middenvelder. 

### Bengaluru FC
In de zomer van 2023 maakte Veendorp de overstap naar Bengaluru FC uit India. Hij tekende bij de club in de stad Bangalore voor twee seizoenen. Hij speelde daar zestien wedstrijden, voor hij een jaar later overstapte naar Hanoi in Vietnam. Daar speelde hij slechts één wedstrijd.

### Roda JC
Op 6 januari 2025 maakte Roda JC Kerkrade bekend dat Veendorp de rest van het seizoen op amateurbasis zou aansluiten bij de Limburgers. 

### Carrièrestatistieken
| Seizoen                        | Club            | Competitie      | Competitie | Competitie | Beker | Beker | Overig | Overig | Totaal | Totaal |
| Seizoen                        | Club            | Competitie      | Wed.       | Dlp.       | Wed.  | Dlp.  | Wed.   | Dlp.   | Wed.   | Dlp.   |
| ------------------------------ | --------------- | --------------- | ---------- | ---------- | ----- | ----- | ------ | ------ | ------ | ------ |
| 2015/16                        | FC Groningen    | Eredivisie      | 1          | 0          | 0     | 0     | 0      | 0      | 1      | 0      |
| 2016/17                        | FC Groningen    | Eredivisie      | 0          | 0          | 0     | 0     | 0      | 0      | 0      | 0      |
| 2017/18                        | FC Emmen        | Eerste divisie  | 34         | 0          | 1     | 0     | 3      | 0      | 38     | 0      |
| 2018/19                        | FC Emmen        | Eredivisie      | 28         | 1          | 2     | 0     | 0      | 0      | 30     | 1      |
| 2019/20                        | FC Emmen        | Eredivisie      | 19         | 1          | 1     | 0     | 0      | 0      | 20     | 1      |
| 2020/21                        | FC Emmen        | Eredivisie      | 25         | 0          | 3     | 0     | 1      | 0      | 29     | 0      |
| 2021/22                        | FC Emmen        | Eerste divisie  | 19         | 1          | 1     | 0     | 0      | 0      | 20     | 1      |
| 2022/23                        | FC Emmen        | Eredivisie      | 33         | 0          | 3     | 0     | 0      | 0      | 36     | 0      |
| 2023/24                        | Bengaluru FC    | Super League    | 15         | 0          | 1     | 0     | 0      | 0      | 16     | 0      |
| 2024/25                        | Hanoi FC        | V.League 1      | 1          | 0          | 0     | 0     | 0      | 0      | 1      | 0      |
| 2024/25                        | Roda JC         | Eerste divisie  | 0          | 0          | 0     | 0     | 0      | 0      | 0      | 0      |
| Carrière totaal                | Carrière totaal | Carrière totaal | 175        | 3          | 12    | 0     | 4      | 0      | 191    | 3      |
| Bijgewerkt t/m 6 januari 2025. |                 |                 |            |            |       |       |        |        |        |        |